# Crystasulf
CrystaSulf é a marca comercial para um processo químico usado para remover sulfeto de hidrogênio (H2S) de gás natural, gás de síntese e outras correntes de gás em refinarias e plantas químicas. CrystaSulf usa uma reação de Claus de fase líquida modificada para converter o sulfeto de hidrogênio em enxofre elementar o qul é então removido do processo por filtração. CrystaSulf é usado na indústria de energia como um processo de médio escala para lidar com quantidades de enxofre entre 0,1 e 20 tons por dia. Abaixo de 0,1 tons de enxofre por dia é tipicamente realizado por removedores de H2S e aplicações acima de 20 tons por dia são tipicamente tratadas com o processo Claus - Amina.